# Cartellverband der katholischen deutschen Studentenverbindungen
Der Cartellverband der katholischen deutschen Studentenverbindungen (CV) ist ein Verband deutscher, katholischer, nichtschlagender, farbentragender Studentenverbindungen.
Der Cartellverband hat 126 Vollmitgliedsverbindungen in Deutschland, der Schweiz, Italien und Polen, und fünf befreundete Verbindungen in Deutschland, Belgien, Japan und Kamerun. Diese 131 Verbindungen haben zusammen rund 25.000 Mitglieder, davon etwa 4.000 Studenten (Stand 2023). Damit ist er der größte Korporationsverband Deutschlands.
In Österreich ist mit Cartellverband und CV meist der 1933 vom deutschen Cartellverband abgespaltene Österreichische Cartellverband (ÖCV) gemeint.

## Organisation

### Verbindungen
Der CV ist ein Zusammenschluss einzelner Verbindungen unter Wahrung des Subsidiaritätsprinzipes, das heißt größtmöglicher Beibehaltung ihrer Eigenständigkeit. Alle Mitgliedsverbindungen des CV sind gleichberechtigt und haben auf Sitzungen das gleiche Stimmrecht. Lediglich für den protokollarischen Ablauf gilt das Anciennitätsprinzip, wobei die Verbindungen nach ihrem Beitrittsdatum sortiert werden.
Die Aktivitates der einzelnen Verbindungen bilden gemeinsam den Studentenbund, die Altherrenschaften bilden gemeinsam den Altherrenbund.
In Städten, in denen mehrere Mitgliedsverbindungen ansässig sind, sollen diese Verbindungen Ortsverbände gründen, welche die Arbeit der Verbindungen untereinander koordinieren sollen. Ortsverbände gibt es unter anderem in: Aachen (7 Verbindungen), Bonn (7) Darmstadt (3), Freiburg im Breisgau (6), Hannover (3), Köln (6), München-Freising-Weihenstephan (10), Münster (7), Würzburg (5) und Erlangen-Nürnberg (3) sowie Mainz (3).

### Zirkel
In vielen deutschen Städten, etwa 247, sowie in Brüssel, Luxemburg, Paris und New York existieren CV-Zirkel. Hier können die Cartellbrüder, speziell die im Berufsleben stehenden Alten Herren, den Kontakt untereinander halten, selbst wenn es in der Stadt keine CV-Verbindung gibt. Der älteste CV-Zirkel ist der 1876 gegründete CV-Zirkel Confluentia Koblenz.

### Willensbildende Organe
Oberstes beschlussfassendes Organ ist die Cartellversammlung (C. V.). Einzelne Sitzungen finden nach Studentenbund und Altherrenbund getrennt statt. Hier hat jede Aktivitas beziehungsweise jede Altherrenschaft eine Stimme. Bei gemeinsamen Sitzungen von Aktiven und Alten Herren hat jede Verbindung zwei Stimmen, je eine für die Altherrenschaft und eine für die Aktivitas.
Neben den Tagungen ist die Cartellversammlung ein wichtiges gemeinsames Element der Cartellverbindungen. Über vier Tage findet ein umfangreiches Festprogramm statt, zu dem der zentrale Kommers des CV, ein Festball und die gemeinsame Heilige Messe sowie ein umfangreiches Rahmenprogramm gehören.
Neben der Cartellversammlung finden jährlich ein Studententag und ein Altherrentag (überregionales Treffen der Alten Herren) statt.

### Geschäftsführende Organe
Das oberste leitende Organ ist der CV-Rat. Den Vorsitz führt der Vorsitzende des Altherrenbundsvorstandes. Die drei anderen Mitglieder sind der Vorortspräsident und je ein von der Cartellversammlung gewählter Altherren- und Studentenvertreter. Der CV-Rat hat die organisatorische Oberleitung über andere von der Cartellversammlung beauftragte Organe. Zu diesen Einrichtungen zählen die CV-Ämter, darunter das Seelsorge-, das Schatz-, das Hochschul-, das Sozial- und das Rechtsamt.
Im jährlichen Wechsel übernimmt in der Regel eine einzelne Verbindung oder ein Ortsverband den Vorort, den Vorsitz im CV. Das Vorortspräsidium besteht aus dem Vorortspräsidenten und weiteren Fachreferenten (meist: Haushaltsreferent, Organisationsreferent, Bildungsreferent, Referent für Hochschul- und Gesellschaftspolitik, Auslandsreferent, Referent für Presse- und Öffentlichkeitsarbeit, Referent für Glaube und Kirche). Der Vorort vertritt den Gesamtverband nach innen und nach außen. Das äußerliche Zeichen ist das Führen der CV-Standarte. Das Vorortspräsidium steht dem Studentenbund vor.
Im vierjährlichen Wechsel werden Vertreter des Altherrenbund gewählt. Der Altherrenbundvorstand besteht aus dem Altherrenbundvorsitzender und weiteren Regionalreferenten. Der Altherrenbundsvorstand steht dem Altherrenbund vor.

### CV-Gerichte
Der Cartellverband hat eine eigene Verbandsgerichtsbarkeit auf Verbindungsebene, Ortsverbandsebene, Regionalebene und Verbandsebene.

### Verbandszeitschrift
Der Cartellverband ist Herausgeber der eigenen Verbandszeitschrift Academia, die im zweimonatigen Rhythmus erscheint. Die über 100 Seiten starke Zeitschrift wurde 1888 gegründet. Die Auflage wird mit 23.939 Exemplaren im Jahr 2024 angegeben. Es werden neben den üblichen Mitteilungen zum Verband umfangreiche Beiträge zu Staat, Gesellschaft und Wissenschaft veröffentlicht.

### Dem CV nahestehende Organisationen und Stiftungen
Der CV verfügt seit 1974 über eine eigene Weiterbildungseinrichtung, die CV-Akademie. An dem Angebot können auch Nichtmitglieder teilnehmen. Die Studienstiftung Eugen Bolz unterstützt die demokratische und staatsbürgerliche Bildung von Studenten. Mit Hilfe der Felix Porsch-Johannes Denk-Stiftung werden gezielt junge Wissenschaftler beim Studium im In- und Ausland mit Stipendien gefördert. Der Alfons-Fleischmann-Studentenheimverein soll den Bau von Studentenwohnheimen unterstützen. Die CV-Afrika-Hilfe unterstützt verschiedene Projekte in Afrika und fördert afrikanische Studenten im Heimatland wie auch mit Stipendien für Auslandssemester. Dem Verband zugehörig ist weiterhin die Gesellschaft für Studentengeschichte und studentisches Brauchtum e. V.

## Geschichte

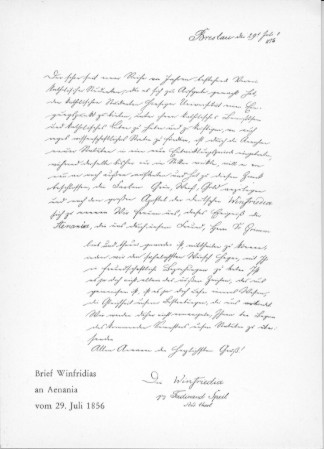
Cartellvertrag zwischen Aenania München und Winfridia Breslau

### Gründung
Im Rahmen des Kulturkampfes, in dem gerade der preußische Staat den Einfluss der katholischen Kirche zurückdrängen wollte, wurden in der Mitte des 19. Jahrhunderts als Gegenbewegung der katholischen Studenten an verschiedenen Universitäten katholische Verbindungen gegründet, unter anderem die Bavaria Bonn (1844) und die Aenania München (1851). Diese Verbindungen gingen aus lockeren Zusammenschlüssen katholischer Studenten hervor, die bereits etwas früher unter Mitwirkung von Theologiestudenten entstanden waren. Sie lehnten sich in der inneren Verfassung und im äußeren Habitus an das herkömmliche Couleurstudententum an und führten das Lebensbundprinzip ein, erklärten die Convente zum höchsten Entscheidungsgremium und trugen Couleur, also Band und Mütze.
Die 1851 gegründete Aenania München suchte bereits früh den Kontakt zu katholischen Verbindungen an anderen Hochschulen. So ging sie am 6. Dezember 1856 ein Cartellverhältnis mit der gerade gegründeten Winfridia Breslau (heute Münster) ein, was heute als Geburtsstunde des Cartellverbandes angesehen wird. Beide farbentragende Studentenverbindungen bildeten sich auf Grund identischer Prinzipien, religio, scientia et amicitia. 1864 traten Guestfalia Tübingen und Austria Innsbruck dem Cartellverhältnis bei. Nach dem Scheitern des Würzburger Bundes, der von 1864 bis 1865 bestand, trat 1865 die bereits 1844 gegründete, älteste katholische deutsche Verbindung, Bavaria Bonn bei, 1871 Alsatia, später Saxonia Münster und Markomannia Würzburg. 1873 traten Hercynia Freiburg, 1876 Suevia Berlin, 1880 Rhenania Marburg und Burgundia Leipzig. Dabei hatte das Anciennitätsprinzip Geltung als Kriterium für die Reihenfolge der Cartellverbindungen.
In den Anfangsjahren stießen die CV-Verbindungen auf erheblichen Widerstand der etablierten Corps und Burschenschaften sowie der Universitätsverwaltungen, was teilweise zum Verbot des Farbentragens und schließlich zur Auflösung der Alsatia Münster, später Saxonia Münster, 1878 führte. Trotzdem wuchs der CV in den folgenden Jahrzehnten.
1883 traten Norica Wien, Hasso-Rhenania Gießen und Silesia Halle (heute Bochum) bei. 1884 traten Badenia Straßburg (heute Frankfurt) und Palatia Göttingen dem Cartellverband bei. Im Jahr 1887 trat Arminia Heidelberg bei und 1889 trat Carolina Graz bei. 1891 traten Teutonia Fribourg (der Schweiz) und Alemannia Greifswald (heute Greifswald und Münster) bei und wurde Normannia Karlsruhe als befreundete Verbindung anerkannt, 1892 traten Gothia Erlangen und 1896 Ferdinandea Prag (heute Heidelberg) bei. 1897 traten Vindelicia München, Rheno-Guestfalia Kiel und Tuisconia Königsberg (heute Landshut) bei und Lovania Löwen und Nassovia Darmstadt wurden als befreundete Verbindungen anerkannt. 1898 trat Franconia Aachen bei.
1907 wurde ein weiteres Prinzip zu den schon bestehenden drei Prinzipien hinzugefügt, patria. Dieses bedeutete aber nicht die Beschränkung auf Mitglieder deutscher Abstammung oder deutscher, österreichischer oder Schweizer Herkunft. Verschiedene Beispiele illustrieren dieses. Bavaria Bonn rezipierte schon am 15. Mai 1892 den Belgier Armand Thiéry, am 31. Mai 1892 den Belgier Prosper Poullet, am 30. Oktober 1895 den Belgier Thomas Braun, 1896 den Iren John Pius Boland, am 24. April 1894 den Belgier Ferdinand Cattoir und am 3. November 1897 den Belgier Georges Holvoet. Die Teutonia Freiburg im Üechtland rezipierte schon am 29. Oktober 1894 den Niederländer August Povel, am 22. November 1895 den Niederländer Joseph Andreoli, am 10. Dezember 1897 den Luxemburger Johann Sax, am 26. Januar 1900 den Engländer Joseph Dohmen, am 22. Oktober 1900 den Niederländer Bernhard Timmermans und am 14. Juni 1901 den Luxemburger Alfons Urbany. Die Rheno-Franconia München nahm am 12. Oktober 1901 den Belgier Constant Vandekelder auf. Die Rappoltstein Straßburg (heute Köln) rezipierte schon am 28. Februar 1905 den Amerikaner Irville Charles LeCompte. Auch bei der Aenania München, Guestfalia Tübingen und Suevia Berlin sind Aufnahmen von Mitgliedern nicht-deutscher Abstammung nachweisbar.

### Weitere katholische Verbände

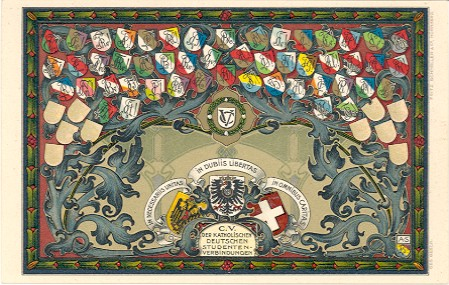
Couleurkarte des Cartellverbandes der katholischen deutschen Studentenverbindungen (1905)

Seit seiner Gründung hatte sich der Cartellverband zunächst darauf beschränkt, an jeder Universität nur eine Mitgliedsverbindung aufzunehmen (Singularitätsprinzip). Allerdings entstanden in vielen Städten schnell weitere katholische Verbindungen, die sich zu den Grundsätzen des CV bekannten. Da ihnen die Aufnahme in den Cartellverband verwehrt blieb, gründete sich 1891 um die Sauerlandia Münster und die Novesia Bonn herum der Katholische Deutsche Verband farbentragender Studentenkorporationen (KDV). Obwohl das Singularitätsprinzip bereits 1899 aufgegeben wurde, traten die Mitgliedsverbindungen des KDV erst zwischen 1910 und 1912 zum CV über. Mit der Abschaffung des Singularitätsprinzips wurden die Ortsverbände gegründet, in denen die einzelnen Verbindungen einer Stadt zusammengefasst wurden.
Der Cartellverband schrieb seinen Mitgliedsverbindungen des Weiteren das Maturitätsprinzip vor, das heißt, alle Mitglieder einer CV-Verbindung sollten das Abitur (Matura) haben. Das Abitur war zu diesem Zeitpunkt keine zwingende Zugangsvoraussetzung für ein Studium an einer Technischen Hochschule, so dass die Normannia Karlsruhe (an der damaligen Technischen Hochschule Karlsruhe), die Nassovia Darmstadt (an der damaligen Technischen Hochschule Darmstadt) und die Rheno-Saxonia Köthen (am damaligen Höheren technischen Institut in Köthen) vorerst nicht als Vollmitglied in den CV aufgenommen wurden. Sie gründeten den Starkenburger Cartellverband, benannt nach der Starkenburg in Heppenheim, auf der am 12. Juni 1897 die offizielle Publikation stattfand. Da die drei Verbindungen bald das Maturitätsprinzip übernahmen, wurden sie 1901 Freie Vereinigungen und 1904 Vollmitglieder im CV.
Aus dem Unitas-Verband kamen 1910 die Alania Bonn (1905) und 1912 die Cheruskia Tübingen (1902), Nachfolger des Tübinger Gründungsvereins des Verband der Wissenschaftlichen Katholischen Studentenvereine Unitas, zum Cartellverband.
Weitere kleinere Verbände, die ähnliche oder gleiche Prinzipien wie der Cartellverband hatten und sich ganz oder teilweise dem Cartellverband um die Jahrhundertwende anschlossen, waren 1896 das von Austria Wien im Jahr 1889 gegründete 1. Österreichische Cartell, sowie 1906 das ebenfalls von Austria Wien 1900 wiederbegründete 2. Österreichische Cartell, sowie 1907 das Cartell katholischer Verbindungen an Tierärztlichen Hochschulen und der von Ripuaria Bonn und Gothia Würzburg gegründete Verband Katholischer Studentenvereine. Nach dem Ersten Weltkrieg folgte das Cartell katholischer Verbindungen an Landwirtschaftlichen Hochschulen.

### Der akademische Kulturkampf
Diesen Aufschwung nahm der CV trotz und gerade wegen erheblicher Widerstände gegen katholisches Farbenstudententum. Der Vorwurf lautete, dass durch katholische, konfessionelle Verbindungen die akademische Freiheit gefährdet werde. Man verdächtigte sie des Ultramontanismus und bezichtigte sie der Reichsfeindschaft.
Während im Kulturkampf (1872–1887) die wenigen Verbindungen des CV noch kaum eine Rolle gespielt hatten, änderte sich dies in den Auseinandersetzungen im sogenannten Akademischen Kulturkampf (1903–1908) in den Jahren nach der Jahrhundertwende. Einen schweren Stand hatten z. B. die Sugambria Jena (heute Göttingen) und insbesondere die österreichischen Verbindungen gegenüber den dortigen nationalen und freiheitlichen Verbindungen.

### Erster Weltkrieg und Weimarer Republik
Dieser Zustand des Widerstands änderte sich durch den Ersten Weltkrieg. Im Juli 1914 zählte der CV in 80 Verbindungen 12.398 Urmitglieder, von denen während des Ersten Weltkrieges 7199 einberufen wurden. Davon fielen oder starben an Kriegsfolgen 1282, das sind knapp mehr als 10 Prozent aller Mitglieder.
Das Ende des Krieges brachte aber auch starke Veränderungen für den CV. Der Verband bestand nunmehr innerhalb der Grenzen sieben verschiedener Staaten. Die Verbindungen Badenia Straßburg und Rappoltstein Straßburg mussten das Elsass verlassen und eine neue Heimat in Deutschland finden, einerseits in Frankfurt, anderseits in Köln. Die sudetendeutschen Verbindungen konnten aber in der neu entstandenen Tschechoslowakei fortbestehen, ebenso Baltia Danzig in der Freien Stadt Danzig und Frankonia-Czernowitz im jetzt rumänischen Czernowitz.
Beherrschend für die aus dem Kriege heimkehrenden Cartellbrüder, die vielfach in Freikorps gegen die Spartakisten weiterkämpften, war jedoch das gemeinsame Fronterlebnis. Aus ihm ging überall ein aufrichtiger Wille zum Neubeginn hervor.
Deutlichen Ausdruck fand die Beendigung der Vorkriegsspannungen mit den nichtkonfessionellen Verbänden im Abschluss des Erlanger Verbände- und Ehrenabkommen im Jahre 1921. Damit war der Ehrenstandpunkt der nichtschlagenden von den waffenstudentischen Verbänden als gleichwertig anerkannt.
Schon früh gab es auf Verbandsebene des CV Bestrebungen, Juden mittels eines „Arierparagraphen“ die Mitgliedschaft zu verwehren. So stellte die KÖHV Franco-Bavaria Wien, vertreten durch die Mitglieder Engelbert Dollfuß, späterer österreichischer Bundeskanzler und Begründer des austrofaschistischen Ständestaats, und Nivard Schlögl, Theologieprofessor an der Universität Wien, 1920 auf der Generalversammlung des Cartellverbandes den Antrag, dass Mitglieder der Verbindungen bis zur Generation der Großeltern keine direkten jüdischen Verwandten haben dürfen. Im Wintersemester 1920/1921 wurde der ausformulierte Antrag den Mitgliedsverbindungen zur endgültigen Abstimmung zugesandt; der Antrag wurde damals mehrheitlich abgelehnt.

### Der Weiße Ring
Auf der Cartellversammlung im Jahr 1912 wurde das cartellbrüderliche „Du“ verpflichtend für alle Verbindungen des Cartellverbandes eingeführt. Das fand nicht ungeteilte Zustimmung, weil es damals üblich war, Mitglieder von Verbindungen anderer Verbände mit „Sie“ anzusprechen. Da der Cartellverband nach der Aufgabe des Singularitätsprinzips seit der Jahrhundertwende von nur 26 Verbindungen auf über 80 angewachsen war, kam in einigen Verbindungen die Frage auf, ob es vorteilhaft sei, gänzlich unbekannte Cartellbrüder zu duzen. Da eine Ablehnung des Duz-Comments einen Ausschluss der betreffenden Verbindungen zur Folge gehabt hätte, beschlossen die Mitglieder des Weißen Rings, außenstehende Cartellbrüder zwar zu duzen, sich untereinander mit „Sie“ anzusprechen. Der Weiße Ring war eine couleurstudentische Interessengemeinschaft innerhalb des Cartellverbandes, die offiziell von 1912 bis 1923 existierte. Mitgliedsverbindungen waren die Bavaria Bonn, die Burgundia München, die Ripuaria Freiburg im Breisgau und die Zollern Münster. Des Weiteren gab es weitere sympathisierende Verbindungen, wie zum Beispiel die Guestfalia Tübingen, die Thuringia Würzburg, die Rheno-Palatia Breslau, die Rheno-Franconia München und die Marco-Danubia Wien. Ein äußerliches Erkennungsmerkmal war das Tragen einer weißen Nelke. Auf der Cartellversammlung im Jahr 1923 wurde schließlich den Mitgliedern des Weißen Rings offiziell der Siez-Comment verboten. Insbesondere Kurt Schuschnigg setzte sich für das gegenseitige Duzen im Verband ein.

### Nationalsozialismus und Zweiter Weltkrieg
Die Cartellversammlung beschloss 1932, dass die Mitgliedschaft in einer CV-Verbindung mit einer Mitgliedschaft in der NSDAP oder dem Nationalsozialistischen Deutschen Studentenbund unvereinbar sei, solange die deutschen Bischöfe den Nationalsozialismus verurteilten.
Ab 1933 begann der Prozess der Gleichschaltung mit Einführung des Führerprinzips und der daraus resultierenden Annäherung an den Nationalsozialistischen Deutschen Studentenbund. Am 3. April 1933 hob der Verband nach Aufgabe der bischöflichen geistlichen Sanktionsdrohungen gegenüber eingeschriebenen Nationalsozialisten seine aus dem Vorjahr stammenden Beschlüsse zum Nationalsozialismus auf. Eine Reihe von Aktiven und Alten Herren forderte daraufhin den Brückenschlag zum NS-Regime, da dieses „auf ähnlichem geistesgeschichtlichem Fundament wie der Gegenwartskatholizismus“ stehe. Am 7. Juli 1933 wurde Edmund Forschbach vom Bundesführer der DSt Oskar Stäbel zum Führer des CV ernannt.
Daraufhin kam es zu einer Abspaltung der österreichischen Verbindungen in den Österreichischen Cartellverband der katholischen deutschen Studentenverbindungen (ÖCV) am 10. Juli 1933. Die sudetendeutschen Verbindungen bildeten bereits vorher den Sudetendeutschen Cartellverband der farbentragenden katholischen deutschen Studentenverbindungen (SCV), der ab dem 14. Juni 1933 seine Beziehungen zum reichsdeutschen CV einschränkte. Seitdem trennt sich die Geschichte von CV, ÖCV und SCV.
Nach dem Aussteigen der österreichischen Verbindungen verlangte die Cartellverbandsleitung von den reichsdeutschen Cartellbrüdern, dass sie aus ihren österreichischen Verbindungen austreten. Als Auffang-Institution wurde die Austria Köln mit den Farben von Austria Innsbruck gegründet. Nach dem Krieg wurde diese Verbindung nicht wiederbegründet; alle Mitglieder kehrten zu ihren Urverbindungen in Österreich zurück.
Am 16. Juli 1933 übernahm Forschbach die Amtsgeschäfte vom Vorort Aenania, die er bis zu seiner Absetzung durch Stäbel am 2. März 1934 wahrnahm. Am 31. Januar 1934 wurde durch eine Erklärung der Verbandsführung das Katholizitätsprinzip vom Cartellverband offiziell aufgegeben. So manche Aktivitas wandelte sich zur „Wohnkameradschaft“. Nachdem Hitler im Juli 1935 deutlich gemacht hatte, dass er den studentischen Verbindungen grundsätzlich ablehnend gegenüberstand, begann die Auflösung der studentischen Verbände. Auch die am 27. Oktober 1935 in Würzburg tagende 63. Cartellversammlung fügte sich in das Unvermeidliche und beschloss die Selbstauflösung des CV. Die einzelnen Verbindungen und der Altherrenbund blieben aber zunächst bestehen. Die verschiedenen Verbindungen lösten sich spätestens nach dem Heß-Erlass vom 14. Mai 1936 auf, der allen studentischen Mitgliedern der NSDAP oder einer Parteigliederung die Zugehörigkeit zu einer studentischen Verbindung verbot.
Nach der Abtrennung vom ÖCV, SCV und nach der Auflösung vom restlichen Cartellverband blieb nur die Teutonia Fribourg im Üechtland bestehen, für die in der Schweiz die deutschen Gesetze nicht galten. Der Vertreter erklärte zum Ende: „Die Teutonia bleibe was sie 90 Semester war, eine katholische deutsche Studentenverbindung.“ Die Empfehlung wurde gemacht, alle Aktiven in die Altherrenverbände aufzunehmen. Am 20. Juni 1938 wurde der Verband Alter CVer (VACV), dem nach der Selbstauflösung des Aktivenverbandes die Hälfte der Altherrenschaften beigetreten war, durch einen Himmler-Erlass wie auch alle anderen konfessionellen (Rest-)Studentenverbände zwangsaufgelöst. Es folgten Beschlagnahmungen von Verbindungsgut, insbesondere von Geldern und Häusern, durch die Gestapo. Das Restvermögen des VACV wurde liquidiert und der Frauenfriedenskirche (in Frankfurt am Main) zur Wahrung des Totengedenkens übertragen. Die rasche Akzeptierung nationalsozialistischen Gedankenguts durch die Mitglieder würde begünstigt dadurch, dass das sich auf Traditionen berufende Element nationale Aspekte betonte, was die Umformung von Glaubensinhalten zum heroischen Nationalchristentum beförderte.
Wenn auch die Verbindungen in ihren äußeren Form aufgelöst waren, so lebten sie heimlich in vielerlei Formen fort. Man traf sich beispielsweise zu Stiftungsfesten außerhalb der Universitätsstädte, wo das dem NSDStB nicht so auffiel. Trifels München rezipierte noch 1938, 1940 und 1942 Mitglieder. Markomannia Würzburg rezipierte am 15. März 1939, Baltia Danzig am 24. März 1939 ihren letzten Fuchs. In Innsbruck wurde am 1. Mai 1940 heimlich die Alpinia Innsbruck gegründet. Am 15. Februar 1941 feierte Aenania München ihr 90. Stiftungsfest auf der Spitzingsattel-Hütte. Am 15. Juni 1941 wurde Carolina Graz illegal reaktiviert und am 15. Mai 1943 geteilt, wodurch Traungau Graz wieder auflebte. Im Januar 1943 trafen die Mitglieder der Marchia Breslau sich in Breslau, und am 25. Juli 1945 die Mitglieder der Winfridia Breslau.
Zahlreiche CV-Angehörige kamen im Zweiten Weltkrieg um. Viele der enteigneten Verbindungshäuser und mit ihnen oftmals auch die Verbindungsarchive wurden zerstört. Der Widerstand gegen den Nationalsozialismus insbesondere unter der Geistlichkeit des CV war in Österreich ausgeprägter als in Deutschland. In Österreich ist dazu insbesondere die Widerstandsgruppe rund um Kaplan Heinrich Maier zu nennen. CV-Angehörige lassen sich in mehreren Widerstandsgruppierungen nachweisen.

### Nach dem Zweiten Weltkrieg
Nach dem Kriegsende erfolgte die Wiederbegründung der einzelnen Verbindungen, zunächst nach Besatzungszonen getrennt. Auch gab es sehr bald eine Neugründung. 1947 riefen in Eichstätt CV-Philister die Aureata Eichstätt ins Leben. Ebenfalls in Eichstätt fand 1947 eine erste zonenübergreifende Nachkriegs-CV-Tagung statt mit dem Ziel, den CV als Gesamtverband wiedererstehen zu lassen. Dies ließ sich jedoch im zonengeteilten Deutschland nicht verwirklichen. Erst 1950 konnte in Mainz die erste Cartellversammlung nach dem Krieg abgehalten werden und erfolgte die offizielle Neugründung des CV. Die neue Verfassung weist mit der gleichberechtigten Integration des Altherrenbundes seither eine neue Struktur auf.
Das Ende des Krieges brachte aber auch starke Veränderungen für den CV. Die Verbindungen, deren Studienort jetzt in der DDR (Ost-Berlin, Leipzig, Greifswald, Jena, Dresden, Freiberg, Rostock), Polen (Danzig und Breslau), der Tschechoslowakei (Prag, Brünn, Tetschen-Liebwerd), der UdSSR (Königsberg) oder Ukraine (Czernowitz) lag, mussten sich in Deutschland oder Österreich eine neue Heimat suchen. In Österreich hatte sich der ÖCV bereits 1945 wiederbegründet.
Bei der Wiederbegründung 1948 der DAV Glückauf Clausthal-Zellerfeld im CV fusionierte die Verbindung mit der KStV Salia Clausthal-Zellerfeld im KV zur AV Glückauf-Salia Clausthal-Zellerfeld. Sie ist die einzige katholische Verbindung, die sowohl dem farbentragenden CV als auch dem nicht-farbentragenden KV angehört.
Eine Wiedervereinigung von CV und ÖCV fand nach dem Zweiten Weltkrieg nicht statt und wird nicht erwogen. Beide Verbände pflegen ein enges Freundschaftsverhältnis und betrachten sich als Schwesterverbände. Dazu ist am 5. Dezember 1957 das Salzburger Zwei-Verbändeabkommen zwischen beiden Korporationsverbänden geschlossen worden.
Weiterhin haben CV und ÖCV gemeinsam mit dem Schweizerischen Studentenverein (SchwStV) am 10. Februar 1963 das Innsbrucker Drei-Verbändeabkommen geschlossen, das die individuellen Verbändeabkommen mit einerseits dem CV, das Bregenzer Zwei-Verbändeabkommen von 5. Januar 1953, und anderseits dem ÖCV, das Zürcher Zwei-Verbändeabkommen von 13. Februar 1947, ersetzt.
Trotz vieler Widrigkeiten erholte sich der Verband bis zum Beginn der Studentenbewegung Ende der sechziger Jahre. Vor dem Hintergrund der Studentenunruhen und des allgemeinen Reformeifers wurde im CV die Aufnahme nichtkatholischer Christen diskutiert, ebenso wie die Aufgabe von Formalien und Organisationsstrukturen (Aufnahme von Frauen, Abschaffung des Fuxenstatus, der Couleur, der Kneipen usw.).
Der CV bekräftigte dabei seine Ideale und die couleurstudentischen Traditionen, musste wie alle anderen Korporationsverbände einen starken Einbruch bei der Mitgliederentwicklung hinnehmen. Seit Mitte der siebziger Jahre hat sich die Zahl der aktiven Mitglieder auf etwa 5500 halbiert. Dennoch hat sich der Verband seither innerlich gefestigt.
Der Freiburger Cartellverband übernimmt 1971 den Vorort des Verbandes. Vorortspräsident wird der Hercyne Stephan Pförtner. Nach Ablauf seiner Amtszeit findet sich kein Ortsverband, der als Nächster den Vorort übernehmen will. So tritt Stephan Pförtner eine zweite Amtszeit an und führt im Anschluss an seine Amtszeit eine Zwangsreihenfolge für den Vorort ein.
Ein weiteres Verbändeabkommen wurde am 24. Mai 1974 mit dem Technischen Cartell-Verband (TCV) abgeschlossen.
1975 war der CV Mitbegründer des Europäischen Kartellverbandes der christlichen Studentenverbände (EKV).
Ein weiteres Verbändeabkommen wurde 1977 mit dem Katholiek Vlaams Hoogstudenten Verbond (KVHV) abgeschlossen.
Seit 1981 gibt es Verbändeabkommen mit dem Verband der Wissenschaftlichen Katholischen Studentenvereine Unitas (UV).
Weiterhin ist der Cartellverband Mitglied im Bund Katholischer Rechtsanwälte und mehrerer Arbeitsgemeinschaften, in der Arbeitsgemeinschaft katholischer Studentenverbände (AGV), in der Katholischen Akademikerarbeit Deutschlands (KAD), im Pax Romana – International Catholic Movement for Intellectual & Cultural Affairs und den Salzburger Hochschulwochen (SHW).
Der CV ist Mitglied in der Arbeitsgemeinschaft akademischer Verbände (AaV).

### Heute

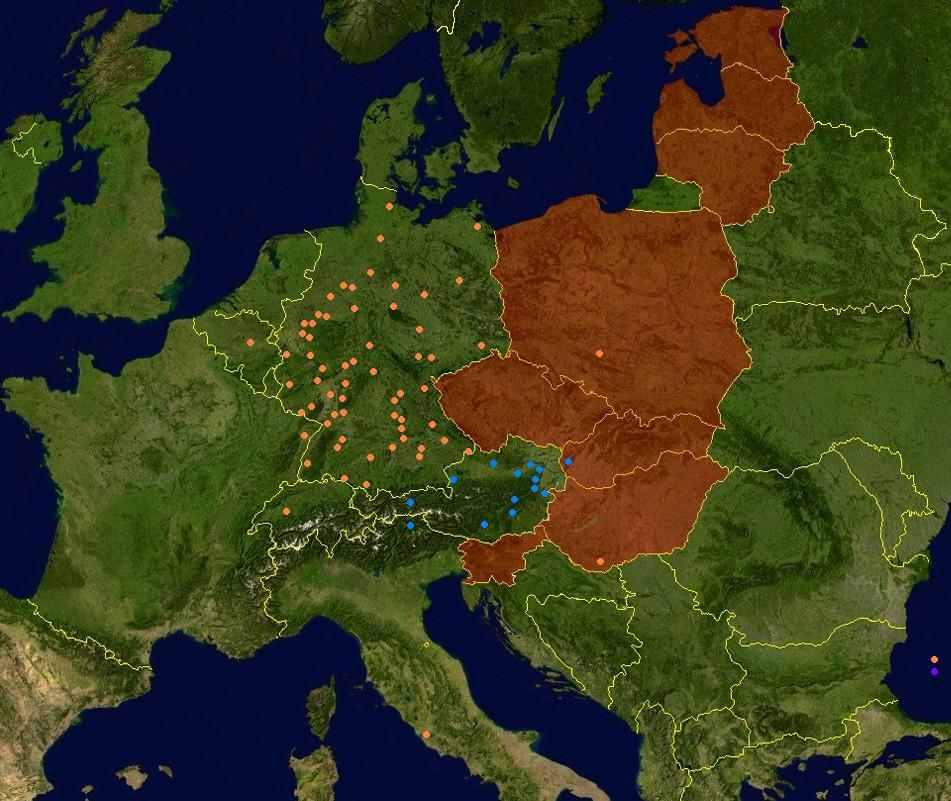
Aktuelle geografische Übersicht aller Cartell- und befreundeter Verbindungen (2006)

Der CV hat sich in den vergangenen Jahren gesellschaftspolitisch mit Resolutionen an die Öffentlichkeit gewandt.
Dem CV ist es weiterhin gelungen, an neuen Hochschulen in Deutschland sowie auf dem Gebiet der ehemaligen Deutschen Demokratischen Republik (Dresden, Halle, Magdeburg, Jena) Korporationen zu gründen und in der DDR gegründete Studentenverbindungen (Greifswald, Leipzig) aufzunehmen.
Weitere Korporationen im Ausland traten dem CV bei, z. B. in Rom (Italien) die Capitolina, in Fünfkirchen (Ungarn) und in Oppeln in Schlesien (Polen). Zudem bestehen in Tokio (Japan) mit der Edo-Rhenania sowie in Löwen in Flandern (Belgien) mit der Lovania befreundete Verbindungen.
Aus dem RKDB kam 1988 die Ripuaria Aachen (1912) und aus dem TCV kam 2003 die Guelfia Würzburg (1927) zum Cartellverband. Ferner wurde im Jahr 2004 mit der Aureo-Danubia eine CV-Verbindung in Ingolstadt gegründet.
2006 fand anlässlich des 150-jährigen Bestehens des Cartellverbandes in München wieder eine gemeinsame Cartellversammlung von CV und ÖCV, die 120., statt. Die letzte gemeinsame Cartellversammlung vor der Trennung der beiden Verbände fand 1932 unter dem Vorort von Aenania München ebenfalls in München statt.
Im Juli 2006 forderte der Cartellverband als größter katholischer Akademikerverband Deutschlands und Europas einen ständigen Sitz im höchsten katholischen Laiengremium Deutschlands, dem Zentralkomitee der deutschen Katholiken (ZdK).
Auf der Cartellversammlung in Erlangen am 12. Juni 2009 wurde die Aufnahme der Visurgis Bremen aus dem TCV, sowie ein Freundschaftsverhältnis mit der Rheno-Fua-Ndem in Dschang, Kamerun beschlossen. Letztere wurde durch die CV Afrikahilfe e. V. und die Rheno-Baltia Köln am 7. Dezember 2009 an der Universität Dschang gegründet.
Auf einstimmigen Beschluss des CV-Rats ließ der Cartellverband ab dem 1. Januar 2007 bis Ende 2009 seine Mitgliedschaft im Europäischen Kartellverband ruhen. Es wurden in diesen beiden Jahren für den EKV weder Mitgliedsbeiträge noch Dienstleistungen erbracht. Der Cartellverband störte sich vor allem an der Einflussnahme des EKV in die Belange seiner Mitgliedsverbände. Die Anzahl der Mitgliedsverbindungen stieg seit 2010 durch Neugründungen (Amberg, Lippstadt, Siegen) und Übertritte aus dem TCV (Coburg und Regensburg) weiter an.

## Prinzipien und Ziele

### Prinzipien
Die gemeinsame Basis für alle Cartellbrüder (Mitglieder der Studentenvereinigungen im CV) sind eine in vier Prinzipien gegliederte Lebenseinstellung:
- Religio: Die Förderung des katholischen Seins, die Förderung der Toleranz der christlichen Konfessionen untereinander und die aktive Gestaltung des eigenen Lebens aus dem katholischen Glauben in Verantwortung vor Gott, den Menschen und der Schöpfung.

- Scientia: Für den CV ist die Pflege der Wissenschaft eine wichtige Aufgabe, der er sich verpflichtet fühlt. Dazu gehört für die Cartellbrüder ein erfolgreicher Studienabschluss sowie die Bereitschaft zu lebenslangem Lernen und interdisziplinärem Interesse.

- Amicitia: Als prägendes Element des Verbandes ist die persönliche Freundschaft quer durch alle Generationen als Lebensbundprinzip eine Selbstverständlichkeit, die über das Studium hinausgeht. Der Umgang miteinander ist von der Verantwortung für diese lebenslange geistige und materielle Verpflichtung geprägt.

- Patria: Jeder demokratische Staat lebt durch die Verantwortung eines jeden Bürgers für den Staat. Die aktive Mitgestaltung auf allen Ebenen des Gemeinwesens ist eine Bürgerpflicht. Die Verwurzelung in der Geschichte und die demokratische Entwicklung Deutschlands sind wesentliche Grundlagen für die Weiterentwicklung dieses Gemeinwesens zu einem vereinten Europa als gemeinsames Vaterland.

Diese vier Prinzipien sind nochmals ausdrücklich in den Satzungen der meisten Mitgliedsverbindungen festgehalten. In manchen Verbindungen fehlt das vierte Prinzip 'Patria'.

### Ziele
Die Ziele des Cartellverbandes sind folgende:
- Der CV fördert akademische Ausbildung und fördert in vielfältiger Weise das akademische Leben.
- Die Mitglieder der Vereinigungen, die dem Cartellverband zusammengeschlossen sind, sind Katholiken; sie engagieren sich in Kirche, Staat, Gesellschaft, Hochschulen und Universitäten.
- Der CV als Organisation und die Mitglieder der in ihm organisierten Vereinigungen gestalten die Gesellschaft im gemeinsamen, zusammenwachsenden Europa im Sinne der christlichen Grundwerte.

## Wahlspruch, Wappen und Bundeslied

### Wahlspruch
Wahlspruch des CV ist: In necessariis unitas, in dubiis libertas, in omnibus caritas („Im Notwendigen herrsche Einmütigkeit, im Zweifelhaften Freiheit, in allem Nächstenliebe“).

### Wappen

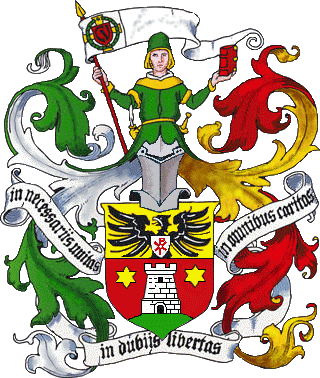
Wappen des Cartellverbandes

Das Wappen des Cartellverbandes wurde auf der Cartellversammlung zu Innsbruck 1925 angenommen, im Jahre 1921 von Joseph Weiß (Aenania München) entworfen und von Philipp Schumacher (Austria Innsbruck) gestaltet.
Blasonierung: „Geteilt von Gold und Rot, oben ein wachsender, an Flügeln und Schnabel silbernen abgesetzter schwarzer Adler, belegt mit einem silbernen Brustschild, darin in Rot das Christuszeichen Chi-Rho, unten auf grünem Einberg ein konischer, schwarzgefugter silberner Rundturm mit schwarzem Fenster, vorkragendem Zinnendach und mittigem schwarzen Portal im zylindrischen Sockel, beseitet von zwei sechszackigen goldenen Sternen. – Auf dem Stechhelm mit rechts grün-silbernen und links rot-goldenen Decken ein wachsender blonder Jüngling (Scholar) in natürlichen Farben, bekleidet mit einem goldgegürteten, grünen, in die Decken übergehenden Schoßwams mit breitem, goldenem Goller, goldenen Oberärmelringen und Manschetten, dazu konischem krempenlosen grünem Filzhut und herausschauendem silbernem Hemdkragen, an der rechten Seite ein silbernes Pennale (Schreibfeder = Symbol für den Studierenden, auf lateinisch penna – Feder), an der linken ein goldenes Rapier, in der rechten Hand eine schräggestellte goldbespitzte Fahnenlanze, daran ein nach links wehendes doppelgekehrtes, in eine Volute spitz auslaufendes, silbernes Banner (CV-Fahne), darin vorne ein symmetrisches goldenes Tatzenkreuz, belegt mit von einem den oberen Kreuzbalken durchwirkenden, grünen Kranz umschlossener Schild, darin die ineinander geschobenen schwarzen Majuskeln ‚CV‘, in der Linken ein rotes, goldenbeschlagenes Buch.“ Vorne (rechts), unten und links ein die Decken durchwirkendes dreiteiliges silbernes Spruchband mit dem ebenfalls dreiteiligen Wahlspruch des CV in schwarzer Fraktur: In necessariis unitas, in dubiis libertas, in omnibus caritas – „Im Notwendigen [herrsche] Einmütigkeit, im Zweifelhaften Freiheit, in allem Nächstenliebe.“ 
Versinnbildlichung der Wappenelemente:

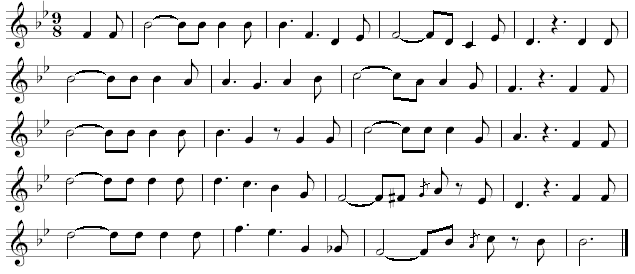
Laßt ihr buntbemützten Scharen (in B-Dur)

- Adler mit griechischem Christusmonogramm (Chi-Rho): Prinzipien religio und patria
- Wehr- und Wachturm: Gedanke der Geschlossenheit zu Schutz und Trutz durch den Verband
- Zwei Sterne zu Seiten des Turmes: Stiftung durch Aenania München und Winfridia Breslau (Grün und Gold sind die den Stiftungsverbindungen gemeinsamen Farben und zugleich die Farben des CV)
- Junger Mann (Scholar) mit CV-Fahne und Buch in der Helmzier: Verband von Studenten

### Bundeslied
Das Bundeslied des Cartellverbandes ist „Laßt, ihr buntbemützten Scharen“ und wurde von Heinrich Gassert (Hercynia Freiburg) im Jahr 1885 verfasst. Die Melodie entstammt dem Lied „Strömt herbei ihr Völkerscharen“ von Peter Johann Peters (1867).

## Mitgliedsverbindungen
Eine aktuelle Liste aller Mitgliedsverbindungen, nach Städten gegliedert, ist hier zu finden: Liste der Mitgliedsverbindungen des CV.
Eine Aufzählung der Verbindungen mit eigenem Wikipedia-Eintrag findet sich in der Kategorie:CV-Verbindung

### Vor der Spaltung 1933 von CV und ÖCV
- 1869: 4 Verbindungen mit 566 Mitgliedern
- 1875: 8 Verbindungen mit 840 Mitgliedern
- 1880: 11 Verbindungen mit 1.223 Mitgliedern
- 1885: 16 Verbindungen mit 1.577 Mitgliedern
- 1890: 18 Verbindungen mit 2.011 Mitgliedern
- 1895: 21 Verbindungen mit 2.773 Mitgliedern
- 1900: 30 Verbindungen mit 4.039 Mitgliedern
- 1905: 50 Verbindungen mit 6.197 Mitgliedern
- 1910: 67 Verbindungen mit 8.966 Mitgliedern
- 1915: 80 Verbindungen mit 12.398 Mitgliedern
- 1920: 95 Verbindungen mit 14.991 Mitgliedern
- 1925: 113 Verbindungen mit 19.840 Mitgliedern
- 1931: 123 Verbindungen mit 26.746 Mitgliedern

### Nach der Spaltung 1933 von CV und ÖCV
- 1950: 95 Verbindungen mit 17.308 Mitgliedern
- 1955: 105 Verbindungen mit 24.744 Mitgliedern
- 1960: 108 Verbindungen mit 29.531 Mitgliedern
- 1965: 111 Verbindungen mit 33.224 Mitgliedern
- 1970: 114 Verbindungen mit 34.843 Mitgliedern
- 1975: 117 Verbindungen mit 33.488 Mitgliedern
- 1980: 116 Verbindungen mit 32.108 Mitgliedern
- 1985: 116 Verbindungen mit 31.872 Mitgliedern
- 1990: 120 Verbindungen mit 32.081 Mitgliedern
- 1995: 122 Verbindungen mit 31.499 Mitgliedern
- 1998: 119 Verbindungen mit 32.104 Mitgliedern
- 2005: 126 Verbindungen mit 29.827 Mitgliedern
- 2018: 130 Verbindungen
- 2021: 130 Verbindungen
- 2023: 130 Verbindungen mit ca. 25.000 Mitgliedern (davon ca. 4.000 Studenten)[1]
- 2024: 131 Verbindungen

## Kontroversen
Von 1970 bis 1982 war Edmund Dillinger, ein pädophiler Priester und Religionspädagoge, Seelsorger des Cartellverbands. Auf Vorschlag des Verbandes bekam er 1976 das Bundesverdienstkreuz am Bande verliehen. Den zeitgleichen Vorschlag des Cartellverbandes, Dillinger den päpstlichen Ehrentitel Monsignore zu verleihen, lehnte der damalige Bischof Bernhard Stein hingegen ab. Missbrauchsvorwürfe gegen Dillinger waren bereits Anfang der 1970er-Jahre bekannt geworden. Der CV verurteilte im April 2023 die Taten des früheren Verbandsseelsorgers, der im November 2022 gestorben war, und kündigte eine Untersuchungskommission an, von der auch mögliche Betroffene aus dem Umfeld des Verbandes befragt werden sollten. Die Arbeit der Kommission wurde nach Angaben des Verbandes bald wieder beendet.

## Korporierte des CV
Eine Aufzählung bekannter Korporierter des CV mit eigenem Wikipedia-Eintrag findet sich in der Kategorie:Korporierter im CV.
Untereinander bezeichnen sich die Mitglieder der Verbindungen des Cartellverbandes als Cartellbrüder, die sich untereinander als Ausdruck der gegenseitigen Verbundenheit duzen.
Derzeit gibt es innerhalb des deutschen Verbandes etwa 29.000 Cartellbrüder, in Österreich etwa 13.000 Mitglieder.

### Heilige und selige Korporierte des CV
Aus den Reihen des CV kommt ein Heiliger:
- Erzbischof Józef Bilczewski, der Mitglied der Frankonia-Czernowitz Erlangen war.

Darüber hinaus waren vier Selige im CV korporiert:
- Pater Rupert Mayer SJ, Mitglied der Teutonia Fribourg, der Guestfalia Tübingen und der Aenania München
- Kardinal Clemens August Graf von Galen, Ehrenmitglied der FAV Rheno-Guestfalia (Hann. Münden) Göttingen
- Regularkanoniker Jakob Kern OPraem, Mitglied der KÖHV Amelungia Wien (heute im ÖCV)
- Franziskus Maria vom Kreuze Jordan (Johann Baptist Jordan), Gründer der „Gesellschaft des Göttlichen Heilandes“ (Salvatorianer), Mitglied der KDStV Arminia Freiburg

Für folgende Mitglieder des CV läuft ein Seligsprechungsverfahren:
- Papst Pius XII., als päpstlicher Nuntius in München Ehrenmitglied der KDStV Trifels
- Franz Reinisch, Pallottiner, NS-Opfer, Märtyrer, Mitglied der KÖHV Leopoldina Innsbruck und der AV Rheno-Guestfalia Kiel
- Eugen Bolz, Zentrums-Politiker und Staatspräsident von Württemberg, NS-Opfer, Märtyrer, Mitglied der AV Guestfalia Tübingen, der KDStV Bavaria Bonn und der KAV Suevia Berlin
- Johannes Lindenblatt, Priester, Märtyrer, 1945 von russischen Soldaten in Rastenburg / Ostpreußen ermordet, Mitglied der KDStV Hercynia Freiburg im Breisgau
- Franz Zagermann, Priester, Märtyrer, 1945 von russischen Soldaten in Glockstein / Ermland ermordet, Mitglied der KDStV Teutonia Freiburg / Schweiz und der AV Tuisconia Königsberg zu Landshut
- Artur Schulz, Priester, Märtyrer, 1945 von russischen Soldaten in Bischofstein ermordet, Mitglied der AV Tuisconia Königsberg zu Landshut
- Bruno Siegel, Priester, Märtyrer, 1945 von russischen Soldaten ermordet, Mitglied der AV Tuisconia Königsberg zu Landshut
- Bruno Bludau, Priester, Märtyrer, von russischen Soldaten verschleppt und gestorben 1945 in einem Gulag im Ural, Mitglied der KDStV Aenania München
- Paul Katscherowski, Priester, Märtyrer, wegen einer Predigt vor polnischen Kriegsgefangenen von Nazis zusammengeschlagen, starb am 29. Oktober 1939 in Allenstein, Mitglied der KDStV Winfridia (Breslau) Münster

In seinem Apostolischen Schreiben Tertio millenio adveniente vom 10. November 1994 hat Papst Johannes Paul II. im Hinblick auf das Jubiläumsjahr 2000 aufgefordert, der Männer und Frauen, die um ihres Glaubens willen verfolgt und getötet wurden, besonders zu gedenken. Nach mehrjährigen Forschungsarbeiten von über 100 Fachleuten veröffentlichte die Deutsche Bischofskonferenz ein 700 Personen umfassendes Verzeichnis über Die katholischen deutschen Märtyrer des 20. Jahrhunderts. Es enthält auch die Namen und Lebensschicksale von Korporierten, die vor allem in der Zeit des Nationalsozialismus und des Stalinismus ihr Leben gelassen haben:
- Hubert Berger: (1889–1948, inhaftiert im KZ Dachau)
- Karl Biack (1900–1944), wegen „Abhörens ausländischer Sender“ wurde er im März 1944 verhaftet, zum Tode verurteilt und am 7. November 1944 in München–Stadelheim hingerichtet
- Bruno Binnebesel (1902–1944, erhängt im Zuchthaus Brandenburg-Görden), katholischer Priester
- Richard Bittmann (1895–1944?), gestorben im KZ Auschwitz
- Bruno Bludau (1890–1945): gestorben 1945 in einem Gulag im Ural
- Friedrich August Bockius (1882–1945, gestorben im KZ Mauthausen), Reichstagsabgeordneter
- Eugen Bolz (1881–1945, hingerichtet in Berlin-Plötzensee), württembergischer Staatspräsident
- Heinrich Feurstein (1877–1942, gestorben im KZ Dachau), katholischer Priester und Kunsthistoriker
- Johannes Flintrop (1904–1942, gestorben im KZ Dachau), katholischer Priester
- Reinhold Frank (1896–1945, erhängt in Berlin-Plötzensee), Rechtsanwalt
- Franz Geueke (1887–1942 im KZ Buchenwald), Chefredakteur der Rheinischen Volkszeitung
- Pfarrer Karl Heinrich, gestorben 1945 in Smolensk (UdSSR)
- Heinrich Hirtsiefer (1876–1941 nach KZ-Internierung), Sozialpolitiker und stellvertretender preußischer Ministerpräsident
- Kuno Kamphausen (1900–1934 von SS erschossen), Baurat
- Fritz Keller (1891–1943, gestorben in der Strafanstalt Aachen), katholischer Priester
- Heribert Kluger: gestorben 1945 im KZ Dachau
- Augustin Lang: erschlagen 1943 in Dittersbach
- Karl Lange: gestorben 1945 in Gross Strehlitz
- Johannes Lindenblatt: erschossen von russischen Soldaten 1945 in Rastenburg in Ostpreußen
- P. Laurentius (Stefan) Marusczyk OFM (1903–1945), gestorben im russischen Arbeitslager Vseswetzkaia / Ural
- Otto Müller (1870–1944, gestorben in der Strafanstalt Berlin-Tegel), katholischer Priester und Verbandpräses der KAB
- Johann Ott: hingerichtet 1943 in Prag
- Hans Quecke (1901–1945, von der SS in München hingerichtet am 29. April 1945), Jurist, Beamter
- Gustav Raab: gestorben 1943 in Stalingrad (UdSSR)
- Franz Reinisch (1903–1942, hingerichtet im Zuchthaus Brandenburg-Görden), katholischer Priester, Pallottiner
- Otto Rust: gestorben 1945 in Naumburg (erschossen von Soldaten der Roten Armee)
- Artur Schulz (1897–1945): Priester, Märtyrer, 1945 von russischen Soldaten in Bischofstein ermordet
- Franz Xaver Schweyer: gestorben 1935 in München[25]
- Bruno Siegel (1889–1945): Priester, Märtyrer, 1945 von russischen Soldaten ermordet, Mitglied der AV Tuisconia Königsberg zu Landshut
- Wilhelm Thater (1893–1945, in Samara (UdSSR)), Erzpriester
- Konrad Trageser (1884–1942 gestorben im KZ Dachau), katholischer Priester
- Franz Virnich (1882–1943 gestorben im Zuchthaus Brandenburg-Görden), Jurist
- Otto Weiß (1902–1944), Verwaltungsjurist, erhängt im Gefängnis Brandenburg
- Franz Zagermann, Priester, Märtyrer, 1945 von russischen Soldaten in Glockstein / Ermland ermordet, Mitglied der KDStV Teutonia Freiburg / Schweiz und der AV Tuisconia Königsberg zu Landshut
- Felix Zimmermann: gestorben 1945 in Lager Semereit (UdSSR)
- Helmut Zint: gestorben 1945 in Jeneikow (UdSSR)

### Opfer und Gegner der Nationalsozialisten
Neben den von der römisch-katholischen Kirche als „Märtyrer“ bezeichneten Opfern gab es weitere Korporierte, die von den Nationalsozialisten verfolgt oder getötet wurden.
- Kaspar Aßhoff (1898–1945), von der SS gehängt, Mitbegründer und Hauptgeschäftsführer des Reichsinnungsverbandes des Kraftfahrzeughandwerks in Berlin
- Heinrich Becker, entfernte Nazifahne von seiner Kirche (KZ Dachau)
- Ludwig Bernegger (1903–1938), Polizeikommissär der Bundespolizeidirektion Linz (staatspolizeilicher Referent für NSDAP-Angelegenheiten), wurde am 15. März 1938 von SS-Männern ermordet.
- Josef Bick (1880–1952), Philologie und Direktor der Österreichischen Nationalbibliothek
- Philipp Freiherr von Boeselager (1917–2008), Widerstandskämpfer des 20. Juli 1944
- Georg Bujakowski: KZ
- Jakob Bungart (1882–1944), wegen „Abhörens ausländischer Sender“ und defätistischer Äußerungen in Gestapo-Haft in Düsseldorf, bei einem Bombenangriff 1944 im Gefängnis umgekommen
- Walter Caldonazzi (1916–1945), wurde gemeinsam mit sieben Gleichgesinnten am 28. Oktober 1944 wegen „Vorbereitung zum Hochverrat“ durch „Beteiligung an einem separatistischen Zusammenschluss“ vom Volksgerichtshof zum Tode verurteilt und am 9. Jänner 1945 im Landesgericht Wien enthauptet.
- Franz Deutsch (1900–1942), Amtsarzt, versuchte als Betroffener der Nürnberger Rassengesetze in die Schweiz zu fliehen, wurde dabei gestellt und am 11. Januar 1942 nach Riga deportiert.
- Ernst Döhling (1881–1953), KZ Buchenwald von 1939–1945, weil er Juden vor Gericht verteidigte. Döhling war Rechtsanwalt und Notar in Würzburg, Hofbesitzer in Oberleinach (Steinhaugshof) und Initiator der CSU in Margetshöchheim[27]
- Josef Dungel, wurde im Zuge der NS-Euthanasie am 12. August 1940 in eine „Heilanstalt“ abtransportiert.
- Franz Wilhelm Doppelfeld (1905–1964), 1941–1944 KZ Dachau, danach Strafbataillon der Wehrmacht, bis 1950 in sowjetischer Gefangenschaft
- Robert Franze: KZ
- Heinrich Gleißner (1893–1984), Jurist und Politiker
- Johann Gruber (1889–1944), Priester und geistlicher Direktor des Privat-Blindeninstitutes in Linz–Urfahr, wurde 1938 zu zwei Jahren Kerker verurteilt danach KZ-Nebenlager Gusen, wurde dort am 7. April 1944 ermordet.
- Ferdinand Habel (1910–1940), Student, wurde am 8. Oktober 1938 während des Sturms der Hitler-Jugend auf das Erzbischöfliche Palais (als Reaktion auf die Rosenkranz-Demonstration) verhaftet und kam in die KZ Dachau und Mauthausen, wo er am 3. Februar 1940 an Hungertyphus starb.
- Hugo Hantsch, OSB (1895–1972), Benediktiner und Historiker, KZ
- Johannes Heinrich Hardeck (1916–1945), KZ Dachau
- Erich Heberlein (1889–1980), NSDAP-Mitglied, NS-Gesandter in Franko-Spanien; Verschleppung, KZ
- Adolf Hörhager (1884–1940), Rechtsanwalt, KZ Mauthausen
- Abt Corbinian Hofmeister, OSB (1891–1966), Abt des Klosters Metten
- Klaus Hornig (1907–1997), Polizeioffizier; verweigerte den Befehl, Kriegsgefangene hinzurichten; KZ-Häftling in Buchenwald
- Josef Hüttl (1908–1997), Erzdechant von Bischofteinitz
- Nikolaus Jansen, Priester, Domkapitular in Aachen, Politiker (Zentrum), KZ Dachau 1941–1945
- Walter Krajnc (1916–1944), Jurist, Widerstandsorganisation Kampftruppe Tirol, verweigerte in Frankreich Erschießungsbefehle als Soldat. Zum Tode verurteilt, nahe Avignon erschossen.
- Karl Krczmar (1901–1942), Beamter, wegen „Wehrkraftzersetzung“ zum Tode verurteilt und erschossen.
- Karl Kummer (1915–1944), KZ Buchenwald.
- Petrus Legge (1882–1951), Bischof des Bistums Meißen
- Theodor Legge (1889–1969), Generalsekretär des Bonifatius-Vereins in Paderborn und des Zentralkomitees der deutschen Katholikentage
- Otto Lenz (1903–1957), Jurist und Politiker (MdB)
- Heinrich Maier (1908–1945), Kaplan, am 22. März 1945 mit Walter Caldonazzi im Landesgericht Wien enthauptet.
- Ludwig Mooslechner (1910–1945), Arzt in der Steiermark, wurde 1945 wegen „Wehrkraftzersetzung und Feindbegünstigung“ verhaftet, auf der Hebalpe (Steiermark) erschossen
- Emil Muhler (1892–1963), katholischer Priester und Politiker
- Peter Neuenheuser (1877–1940), katholischer Priester und Schulrektor des Collegium Aloysianum
- Josef Neunzig (1904–1965), katholischer Priester, 1941–1944 KZ Dachau.
- Cuno Raabe (1888–1971), Politiker
- Hans Rindermann: KZ Dachau, katholischer Priester, Pfarrer an St. Antonius zu Eschweiler-Bergrath
- Wilhelm Scheuermann: KZ, Berufsverbot
- Franz Seywald (1891–1944), Bezirkshauptmann von St. Johann im Pongau, wegen „Gemeinschaftsabhörens ausländischer Sender und Weiterverbreitung von Feindnachrichten“ zum Tode verurteilt
- Richard Steidle (1881–1940), Generalkonsul in Triest und Heimwehrführer, KZ Buchenwald
- Hans Sylvester (1897–1939), 1934–1938 Landeshauptmann des Burgenlandes, KZ Dachau
- Carl Ulitzka (1873–1953), katholischer Priester und Reichstagsabgeordneter
- Dominik Willner: KZ
- Pfarrer Josef Witthaut: KZ
- Pfarrer Johann Nepomuk Womes: KZ 1941
- Hans Karl Zeßner-Spitzenberg (1885–1938 im KZ Dachau), Jurist